# Elżbieta (księżna Hohenbergu)
Elżbieta, księżna Hohenbergu, właśc. Élisabeth Hilda Zita Marie Anna Antonia Friederike Wilhelmine Louize (ur. 22 grudnia 1922 w Colmar-Berg, zm. 22 listopada 2011) – księżniczka Luksemburga, Nassau i Burbon-Parma, księżna Hohenbergu. 
Była drugim dzieckiem (najstarszą córką) wielkiej księżnej Luksemburga Szarlotty i jej męża Feliksa Burbon-Parmeńskiego oraz siostrą wielkiego księcia Luksemburga Jana, Marii Adelajdy (1924–2007), Marii Gabrieli (ur. 1925), Karola, Alicji. 

9 maja 1956 poślubiła księcia Hohenbergu Franciszka (1927–1977). Para miała dwie córki:
- księżniczkę Anitę (ur. 18 sierpnia 1958)
- księżniczkę Zofię (ur. 10 maja 1960)